# Daniel I de Montenegro
Daniel I Petrović-Njegoš (em sérvio:  Данило I Петровић-Његош; romaniz.: Danilo I Petrović-Njegoš; Njeguši, 25 de maio de 1826 – Kotor, 13 de agosto de 1860), também conhecido como Danilo, foi o Príncipe-bispo de Montenegro de 1851 até 1852 e, depois, Príncipe de Montenegro de 1852 até seu assassinato em 1860. Durante seu reinado, Montenegro deixou de ser um principado-bispado para tornar-se um Estado secular.
Filho de Stanko Petrović-Njegoš e Krstinja Vrbica, casou-se em 12 de janeiro de 1855 com Darinka Kvekić, filha de uma rica família de comerciantes sérvios, com quem teve uma única filha, Olga.
Em 1852, quando os turcos passaram a reivindicar jurisdição sobre o Montenegro, ele envolveu-se em uma guerra com o Império Otomano, o que fez com que as fronteiras entre os dois países permanecessem indefinidas até 1858. Com a ajuda de seu irmão mais velho, o voivoda Mirko, Daniel derrotou o exército otomano em Ostrog, em 1853, e na Batalha de Grahovac, em 1858.
Daniel foi assassinado em agosto de 1860, quando embarcava em um navio no porto de Kotor. O assassino foi Todor Kadić, do clã Bjelopavlići. O príncipe Nicolau Petrović-Njegoš, sobrinho de Daniel, sucedeu-o como príncipe soberano de do principado secular.